# Каликин, Виктор Сергеевич
Виктор Сергеевич Кали́кин (2 февраля 1932, Доброе, Суворовский район, Тульская область —25 октября 2007, Петрозаводск, Карелия) — советский и российский певец (бас), музыкальный педагог, Заслуженный деятель искусств Карельской АССР (1967), Заслуженный артист РСФСР (1982), Народный артист Республики Карелия (1999).

## Биография
Родился 2 февраля 1932 года в селе Доброе, Тульская область, в крестьянской семье.
В 1953 году окончил филологический факультет Калужского педагогического института.
В 1958 году окончил Московскую государственную консерваторию имени П. И. Чайковского по специальности «оперный и концертный певец» (преподаватель Д. Тонский).
С 1958 года — солист Музыкально-драматического театра Карельской АССР, Государственного национального ансамбля «Кантеле», Карельской государственной филармонии. Концертную деятельность совмещал с педагогической работой в Петрозаводской государственной консерватории имени А. К. Глазунова на кафедре сольного пения, в Петрозаводском музыкальном училище имени К. Э. Раутио.
С 1992 года — профессор на кафедре культурологии Петрозаводского государственного университета.
Награждён золотой пушкинской медалью «Фонда 200-летия А. С. Пушкина».
В 2000 году присвоено звание Лауреат года Республики Карелия.
Умер 25 октября 2007 года в Петрозаводске. Похоронен на Сулажгорском кладбище Петрозаводска.

## Память

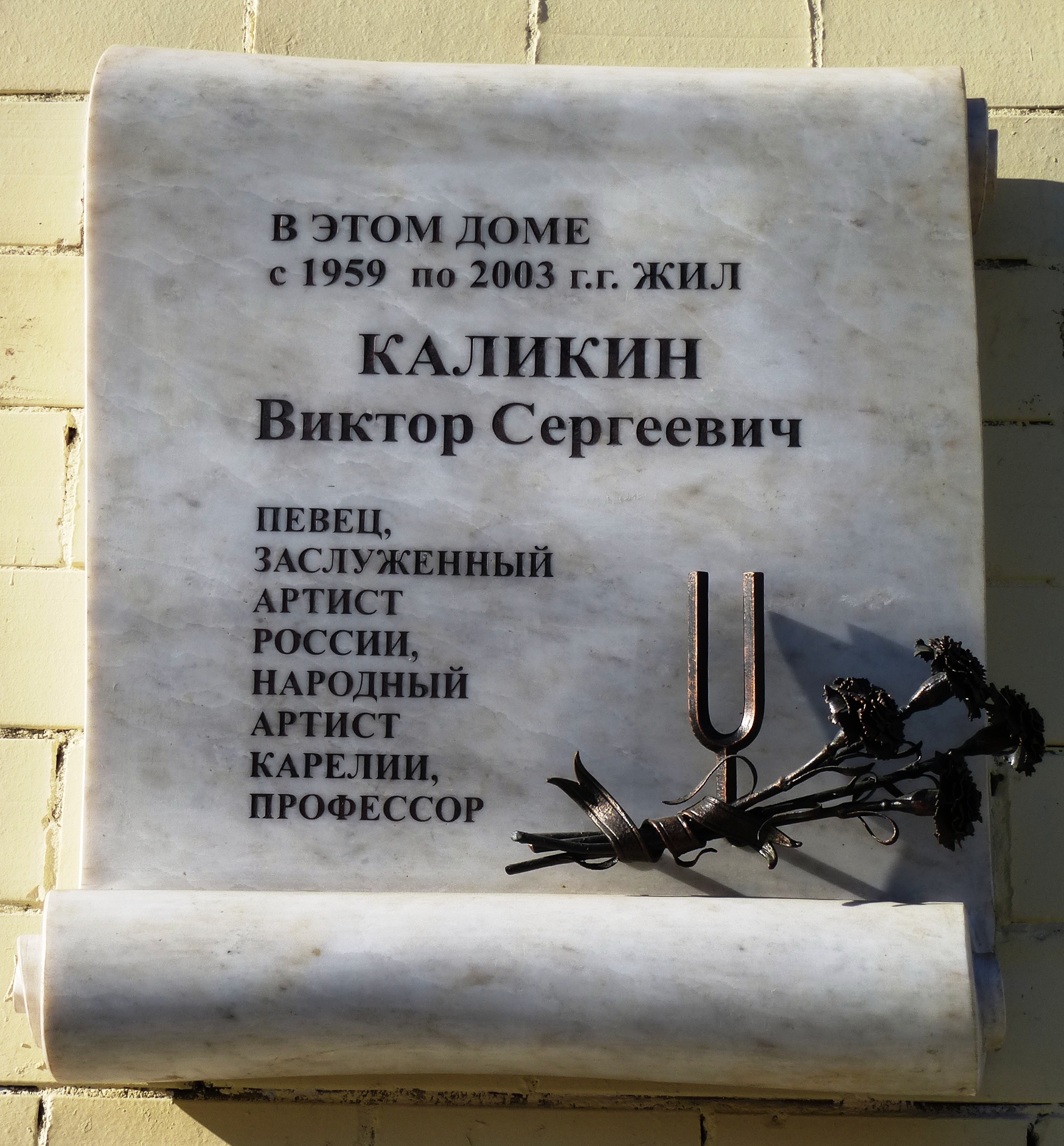
Памятная доска в Петрозаводске

В Петрозаводске на доме по пр. Ленина, 26, где проживал В. С. Каликин, 25 октября 2012 года была открыта мемориальная доска (автор эскиза скульптор Л. Давидян).

## Семья
Супруга — Вета Ивановна Каликина, дочь — Дарья.